# Faye Runaway
Faye Runaway (Detroit, Míchigan, 30 de noviembre de 1987) es una actriz pornográfica estadounidense retirada. Su seudónimo está inspirado en la actriz estadounidense Faye Dunaway.

## Biografía
Faye Runaway, nombre artístico de Erin Marie Adam, nació en la ciudad de Detroit (Míchigan). No se sabe mucho de su vida antes del 2007, año en que a sus 20 años decide entrar en la industria pornográfica. Desde sus comienzos ha grabado escenas de temática lésbica, de sexo oral, POV, gonzo y tríos.
Ha trabajado para compañías como Hustler, Club Jenna, Ninn Worx, Red Light District o Elegant Angel, entre otras.
En 2008 recibió su única nominación, en los Premios AVN en la categoría de Mejor escena de sexo en grupo por la película Upload. Fue una escena en la que intervinieron los actores Eva Angelina, Julie Night, Veronica Rayne, Marsha Lord, Shannon Kelly, Carly Parker, Kayden Faye, Faye Runaway, Aiden Starr, Mark Davis, Alex Sanders, Tyler Knight, Sledge Hammer, Christian, Alex Gonz, Justice Young y Evan Stone.
Algunas películas de su filmografía son Butt Licking Anal Whores 8, First Offense 24, Fresh Newcummers, Kissing Game 4, Mandingo Teen Domination o Your Mom's Ass Is Tight.
Se retiró en 2013, con algo más de 120 películas grabadas como actriz. Decidió marcharse de la industria pornográfica tras ver que su carrera afectó a su vida familiar, y decidió regresar a la Universidad y estudiar Psicología.

## Premios
| Año  | Ceremonia   | Resultado | Premio                        | Trabajo |
| ---- | ----------- | --------- | ----------------------------- | ------- |
| 2008 | Premios AVN | Nominada  | Mejor escena de sexo en grupo | Upload  |